# جيمي أندرسون (متزلج على الثلوج)
جيمي أندرسون (بالإنجليزية: Jamie Anderson)‏ (و. 1990  م) هي متزلجة أمريكية، ولدت في سووث لاك تاهوي، كاليفورنيا، شاركت في الألعاب الأولمبية الشتوية 2014، وSnowboarding at the 2014 Winter Olympics – Women's slopestyle ‏.

## روابط خارجية
- جيمي أندرسون على موقع الاتحاد الدولي للتزلج (ركوب لوح الثلج) (الإنجليزية)
- جيمي أندرسون على موقع اللجنة الأولمبية الدولية (الإنجليزية)
- جيمي أندرسون على موقع أوليمبيديا (الإنجليزية)
- جيمي أندرسون على موقع اللجنة الأولمبية والبارالمبية الأمريكية (الإنجليزية)
- جيمي أندرسون على موقع ألعاب إكس (مؤرشف) (الإنجليزية)